# Helena Kallianiotes
Helena Kallianiotes (ur. 24 marca 1938 w Los Angeles) – amerykańska aktorka filmowa.

## Filmografia
- 1970: Surogatka jako Wanda
- 1972: Kansas City Bomber jako Jackie Burdette
- 1975: Zdradliwa toń jako Elaine Reavis
- 1983: Eureka jako Frieda
- 1990: Zlecenie jako Grace Carelli

## Nagrody i nominacje
Za rolę Jackie Burdette w filmie Kansas City Bomber została nominowana do nagrody Złotego Globu.